# Legacy Recordings
Legacy Recordings je značka patřící hudebnímu vydavatelství Sony BMG. Divizi založila v roce 1990 firma CBS Records a jejím úkolem bylo vydávání reedicí starších titulů z katalogů Columbia Records, Epic Records a dalších souvisejících labelů. V současné době obhospodařuje též archivy společností Sony BMG: RCA, J Records, Windham Hill, RCA Victor, Arista, Buddha Records, Philadelphia International Records a Sony BMG Nashville.

## Význační umělci
- AC/DC
- The Allman Brothers Band
- Louis Armstrong
- Fred Astaire
- Teena Marie
- Chet Atkins
- The Bangles
- Tony Bennett
- Jeff Buckley
- Johnny Cash
- The Clash
- Miles Davis
- John Denver
- Donovan
- Bob Dylan
- Earth Wind & Fire
- Duke Ellington
- Kenny G
- David Gilmour
- George Clinton / P-Funk All-Stars
- Merle Haggard
- Hall and Oates
- Billie Holiday
- Iron Maiden
- The Isley Brothers
- Michael Jackson
- Jefferson Airplane
- Billy Joel
- Robert Johnson
- Journey
- Kansas
- Cyndi Lauper
- Taj Mahal
- Barry Manilow
- Johnny Mathis
- Glenn Miller
- Willie Nelson
- Harry Nilsson
- The O'Jays
- REO Speedwagon
- Roy Orbison
- Poco
- Perez Prado
- Pete Seeger
- Frank Sinatra
- Bessie Smith
- Luther Vandross
- Tammy Wynette
- Yo-Yo Ma
- Kris Kristofferson
- Ray Conniff
- Cheap Trick
- Mahalia Jackson
- Mary Chapin Carpenter
- Simon & Garfunkel
- Toto
- Bing Crosby
- Peter Tosh
- Babyface
- Dan Fogelberg
- The Charlie Daniels Band
- Eddie Money
- The Byrds
- Adam Ant
- Waylon Jennings
- Molly Hatchet
- Men at Work
- Fishbone
- Electric Light Orchestra
- Blue Öyster Cult
- Thelonious Monk
- Weather Report
- Dave Brubeck
- Sly & The Family Stone
- Ozzy Osbourne
- Janis Joplin
- George Gershwin
- Kenny Loggins
- Santana
- Leonard Cohen
- Stevie Ray Vaughan
- Barbra Streisand
- Marvin Gaye
- Motörhead
- TLC
- Vanessa L. Williams
- Teddy Pendergrass
- Lou Rawls
- Patti Smith
- Joe Satriani